# Simbolo di Legendre
Il simbolo di Legendre è utilizzato in matematica nell'ambito della teoria dei numeri, e in particolare nei campi della fattorizzazione e dei residui quadratici. Esso prende il nome dal matematico francese Adrien-Marie Legendre.

## Definizione
Il simbolo di Legendre è definito come segue:
Se {\displaystyle p} è un numero primo dispari e {\displaystyle a} è un intero, allora il simbolo di Legendre {\displaystyle \left({\frac {a}{p}}\right)} è uguale a:
- {\displaystyle 0} se {\displaystyle p} divide {\displaystyle a};
- {\displaystyle 1} se {\displaystyle a} è un quadrato modulo {\displaystyle p}, ossia se esiste un intero {\displaystyle k} tale che {\displaystyle k^{2}\equiv a{\pmod {p}}}, o equivalentemente se {\displaystyle a} è un residuo quadratico modulo {\displaystyle p};
- {\displaystyle -1} se {\displaystyle a} non è un quadrato modulo {\displaystyle p}, cioè se {\displaystyle a} non è un residuo quadratico modulo {\displaystyle p}.

La generalizzazione del simbolo di Legendre a {\displaystyle \left({\frac {a}{n}}\right)} con {\displaystyle n\in \mathbb {N} } dispari è il simbolo di Jacobi.

## Proprietà del simbolo di Legendre
Il simbolo di Legendre possiede un certo numero di proprietà che consentono di velocizzare i calcoli. Le più importanti sono:
1. {\displaystyle \left({\frac {ab}{p}}\right)=\left({\frac {a}{p}}\right)\left({\frac {b}{p}}\right)} (cioè è una funzione completamente moltiplicativa nel suo argomento superiore)
2. Se a ≡ b (mod p), allora {\displaystyle \left({\frac {a}{p}}\right)=\left({\frac {b}{p}}\right)}
3. {\displaystyle \left({\frac {1}{p}}\right)=1}
4. {\displaystyle \left({\frac {-1}{p}}\right)=(-1)^{\left({\frac {p-1}{2}}\right)}}, cioè 1 se p ≡ 1 (mod 4) e −1 se p ≡ 3 (mod 4)
5. {\displaystyle \left({\frac {2}{p}}\right)=(-1)^{\left({\frac {p^{2}-1}{8}}\right)}}, cioè 1 se p ≡ 1 o 7 (mod 8) e −1 se p ≡ 3 o 5 (mod 8)
6. Se q è un primo dispari, allora {\displaystyle \left({\frac {q}{p}}\right)=\left({\frac {p}{q}}\right)(-1)^{\left({\frac {p-1}{2}}\right)\left({\frac {q-1}{2}}\right)}}

L'ultima proprietà prende il nome di legge di reciprocità quadratica.
Il simbolo di Legendre è inoltre collegato al criterio di Eulero, dimostrato da Leonardo Eulero:
{\displaystyle \left({\frac {a}{p}}\right)\equiv a^{\left({\frac {p-1}{2}}\right)}{\pmod {p}}}
Infine, il simbolo di Legendre è un carattere di Dirichlet, detto anche il carattere quadratico modulo p.

## Funzioni correlate
Il simbolo di Jacobi è una generalizzazione del simbolo di Legendre che ammette come argomento un numero dispari composto al posto del primo p.